# Murowaniec (województwo mazowieckie)
Murowaniec – wieś w Polsce położona w województwie mazowieckim, w powiecie grodziskim, w gminie Baranów.
Wieś wchodzi w skład sołectwa Cegłów-Murowaniec.
W latach 1975–1998 miejscowość administracyjnie należała do województwa skierniewickiego.